# Championnats d'Afrique juniors d'athlétisme 2011
Navigation
Édition précédente Édition suivante
Les 10es Championnats d'Afrique juniors d'athlétisme se sont déroulés du 12 au 15 mai 2011 à Gaborone au Botswana.

## Résultats

### Hommes
| Épreuve | Or                                                                          | Or                | Argent                                                                      | Argent            | Bronze                                                                         | Bronze            |
| --- | --------------------------------------------------------------------------- | ----------------- | --------------------------------------------------------------------------- | ----------------- | ------------------------------------------------------------------------------ | ----------------- |
| 100 m (Vent: −1,5 m/s) | Gideon Trotter Afrique du Sud                                               | 10 s 49           | Tinashe Samuel Mutanga Zimbabwe                                             | 10 s 68           | Emile Erasmus Afrique du Sud                                                   | 10 s 70           |
| 200 m (Vent: −0,3 m/s) | Siphelo Ngquboza Afrique du Sud                                             | 20 s 94           | Tinashe Samuel Mutanga Zimbabwe                                             | 20 s 99 PB        | Jonathan Mmaju Nigeria                                                         | 21 s 58           |
| 400 m | Sadam Koumi Soudan                                                          | 46 s 37 PB        | Japhet Samuel Nigeria                                                       | 46 s 45 PB        | Alphas Kishioyian Kenya                                                        | 46 s 71 PB        |
| 800 m | Mohamed Aman Éthiopie                                                       | 1 min 46 s 62     | Anthony Chemut Kenya                                                        | 1 min 47 s 16 PB  | Nijel Amos Botswana                                                            | 1 min 47 s 38 NJR |
| 1 500 m | Hillary Maiyo Kenya                                                         | 3 min 35 s 43 PB  | Geofrey Barusei Kenya                                                       | 3 min 35 s 54 PB  | Soresa Fida Éthiopie                                                           | 3 min 36 s 38 PB  |
| 5 000 m | Yitayal Atnafu Zerihun Éthiopie                                             | 13 min 38 s 52 PB | Abraham Kasongor Kenya                                                      | 13 min 39 s 17 PB | Thomas Ayeko Ouganda                                                           | 13 min 40 s 04 PB |
| 10 000 m | Geoffrey Kirui Kenya                                                        | 27 min 55 s 74 PB | Nicholas Togom Kenya                                                        | 28 min 23 s 22 PB | Thomas Ayeko Ouganda                                                           | 28 min 27 s 54 PB |
| 110 m haies (99,0 cm) (Vent: −0,8 m/s) | Amadou Ndiaye Sénégal                                                       | 14 s 33 PB        | Tsepo Lefete Afrique du Sud                                                 | 14 s 42           | Rami Gharsalli Tunisie                                                         | 14 s 49 PB        |
| 400 m haies | Abdelmalik Lahoulou Algérie                                                 | 51 s 69 NJR       | Jeremiah Mutai Kenya                                                        | 51 s 93           | Shaun van Wyk Afrique du Sud                                                   | 51 s 96           |
| 3000 m steeple | Gilbert Kirui Kenya                                                         | 8 min 25 s 03 PB  | Jairus Kipchoge Kenya                                                       | 8 min 28 s 08 PB  | Jacob Araptany Ouganda                                                         | 8 min 30 s 63     |
| 4 × 100 m | Nigeria Emuobonuvie Mamus Harry Chukwudike Jonathan Mmaju Toyin Oladimeji   | 40 s 98           | Zimbabwe Fungah Beukerwa Abdul Simbili Felby Mukucha Tinashe Samuel Mutanga | 41 s 66           | Maurice Thierry Ferdinand Darren Paul Jonathan Bardottier Christopher Quenette | 41 s 81           |
| 4 × 400 m | Soudan Sadam Koumi Abd Elraman Nadir Mohamed Ahmed Ismail Awad Elkarim Maki | 3 min 09 s 77     | Kenya Jeremiah Mutai Christopher Ngetich Anthony Chemut Alphas Kishioyian   | 3 min 10 s 17     | Afrique du Sud Gideon Trotter Fernando Ledimo Taariq Solomons Shaun van Wyk    | 3 min 11 s 87     |
| 10 000 m marche | Tewfik Yesref Algérie                                                       | 46 min 04 s 04    | Buzuneh Bekele Éthiopie                                                     | 47 min 33 s 18 PB | Daba Gemeda Éthiopie                                                           | 49 min 15 s 52 PB |
| Saut en hauteur | Hichem Krim Algérie                                                         | 2,06 m            | Jan Steytler Afrique du Sud                                                 | 2,04 m PB         | Aabobe Tshwanelo Botswana                                                      | 2,04 m PB         |
| Saut à la perche | Michael Cilliers Afrique du Sud                                             | 4,90 m PB         | Jako Burgers Afrique du Sud                                                 | 4,80 m PB         | Hamza Harbaoui Tunisie                                                         | 4,40 m PB         |
| Saut en longueur | El Mehdi Kabbachi Maroc                                                     | 7,69 m            | Roelf Pienaar Afrique du Sud                                                | 7,55 m            | Ojulu Lingo Obang Éthiopie                                                     | 7,45 m PB         |
| Triple saut | El Mehdi Kabbachi Maroc                                                     | 15,84 m           | Fayçal Meddourene Algérie                                                   | 15,69 m PB        | Mosheleketi Goabaone Botswana                                                  | 15,49 m PB        |
| Lancer du poids (6 kg) | Hisham Abdelhamid Abdelaziz Égypte                                          | 18,11 m           | Abdelmoneim El-Sayed Égypte                                                 | 18,07 m PB        | Johnny Botha Afrique du Sud                                                    | 17,39 m PB        |
| Lancer du disque (1,750 kg) | Amine Atik Maroc                                                            | 56,08 m           | Charl Grobler Afrique du Sud                                                | 52,12 m           | Ifeanyi Augustine Nwoye Nigeria                                                | 51,41 m PB        |
| Lancer du marteau (6 kg) | Islam Ahmed Taha Égypte                                                     | 68,03 m PB        | Donovan Stebbing Afrique du Sud                                             | 63,00 m PB        | Hesham Lofty Abdel Wahab Égypte                                                | 62,32 m PB        |
| Lancer du javelot | Rocco van Rooyen Afrique du Sud                                             | 75,72 m PB        | Dean Goosen Afrique du Sud                                                  | 68,80 m           | Ahmed Samir El Shabramsly Égypte                                               | 68,45 m PB        |
| Décathlon (junior) | Ahmad Saber Ahmad Égypte                                                    | 6776 pts PB       | Jason Roux Afrique du Sud                                                   | 6416 pts PB       | Ghobe Khanda Botswana                                                          | 5886 pts PB       |
| Records et Performances - AR : Record continental (area record) - CR : Record des championnats (championship record) - MR : Record du meeting (meet record) - NR : Record national (national record) - OR : Record olympique (olympic record) - PR : Record paralympique (paralympic record) - PB : Record personnel (personal best) - SB : Meilleure performance personnelle de la saison (season's best) - WL : Meilleure performance mondiale de l'année (world leader) - WJR : Record du monde junior (world junior record) - WR : Record du monde (world record) Circonstances et Conditions - DNF : N'a pas terminé (did not finish) - DNS : N'a pas pris le départ (did not start) - DQ : Disqualification (disqualification) - NM : Aucun essai valable enregistré (No Mark) - Q : Qualifié « directement » au prochain tour (ou à la prochaine compétition), lors d'une compétition majeure, grâce au classement ou à la réalisation des minima (automatic qualifier) - q : Qualifié au prochain tour (ou à la prochaine compétition), lors d'une compétition majeure, grâce au repêchage ou à la réalisation de l'une des meilleures performances parmi celles des « non qualifiés directement » (grâce au meilleur temps ou à la meilleure distance par exemple) (secondary qualifier) |                                                                             |                   |                                                                             |                   |                                                                                |                   |

### Femmes
| Épreuve | Or                                                                                          | Or                | Argent                                                                | Argent            | Bronze                                                                     | Bronze            |
| --- | ------------------------------------------------------------------------------------------- | ----------------- | --------------------------------------------------------------------- | ----------------- | -------------------------------------------------------------------------- | ----------------- |
| 100 m (Vent: −1,2 m/s) | Josephine Omaka Nigeria                                                                     | 11 s 97           | Loungo Matlhaku Botswana                                              | 12 s 01 PB        | Chante van Tonder Afrique du Sud                                           | 12 s 05           |
| 200 m (Vent: +0,1 m/s) | Sonja van der Merwe Afrique du Sud                                                          | 23 s 78 PB        | Magiso Manedo Éthiopie                                                | 23 s 90 NR        | Nkiruka Uwakwe Nigeria                                                     | 23 s 94           |
| 400 m | Magiso Manedo Éthiopie                                                                      | 52 s 09 PB        | Justine Palframan Afrique du Sud                                      | 52 s 93 PB        | Margaret Etim Nigeria                                                      | 53 s 23           |
| 800 m | Annet Negesa Ouganda                                                                        | 2 min 04 s 94     | Cherono Koech Kenya                                                   | 2 min 06 s 49     | Gerezine Gebremariam Éthiopie                                              | 2 min 07 s 16 PB  |
| 1 500 m | Annet Negesa Ouganda                                                                        | 4 min 09 s 17 NR  | Nancy Chepkwemoi Kenya                                                | 4 min 09 s 25 PB  | Stacey Ndiwa Kenya                                                         | 4 min 15 s 84 PB  |
| 3 000 m | Azemra Gebru Éthiopie                                                                       | 9 min 11 s 84 PB  | Purity Rionoripo Kenya                                                | 9 min 14 s 58     | Waganesh Mekasha Éthiopie                                                  | 9 min 16 s 82     |
| 5 000 m | Caroline Chepkoech Kenya                                                                    | 15 min 24 s 66 PB | Janet Kisa Kenya                                                      | 15 min 24 s 75 PB | Genet Yalew Éthiopie                                                       | 15 min 27 s 96    |
| 100 m haies (Vent: +0,6 m/s) | Kayla Gilbert Afrique du Sud                                                                | 14 s 25           | Liriska Botha Afrique du Sud                                          | 14 s 39           | Oarabile Babolayi Botswana                                                 | 14 s 40 PB        |
| 400 m haies | Jean-Marie Senekal Afrique du Sud                                                           | 59 s 21           | Tasabih Mohamed Soudan                                                | 59 s 85 PB        | Oarabile Babolayi Botswana                                                 | 1 h 00 min 88 PB  |
| 3000 m steeple | Birtukan Adamu Éthiopie                                                                     | 9 min 53 s 80     | Zewdnesh Belachew Éthiopie                                            | 10 min 02 s 99 PB | Veronica Ngososei Kenya                                                    | 10 min 06 s 52    |
| 4 × 100 m | Afrique du Sud Samantha Pretorius Sonja van der Merwe Zanri van der Merwe Chante van Tonder | 46 s 11           | Nigeria Margaret Benson Goodness Thomas Wisdom Isoken Josephine Omaka | 46 s 71           | Botswana Gofaone Ditsheko Ontiretse Molapisi Mpho Mangope Loungo Matlhaku  | 48 s 46           |
| 4 × 400 m | Afrique du Sud Anri Steyn Sonja van der Merwe Jean-Marie Senekal Justine Palframan          | 3 min 38 s 16     | Nigeria Margaret Etim Nkiruka Uwakwe Charity Adegoke Wisdom Isoken    | 3 min 38 s 87     | Éthiopie Abrhaley Takere Getachew Alula Gerezine Gebremariam Magiso Manedo | 3 min 39 s 82 NR  |
| 5 000 m marche | Aynalem Eshetu Éthiopie                                                                     | 22 min 59 s 19 AR | Mengistu Ayele Éthiopie                                               | 24 min 55 s 73 PB | Tahani Ghazal Tunisie                                                      | 26 min 06 s 04 PB |
| Saut en hauteur | Besnet Moussad Mohamed Égypte                                                               | 1,81 m NR         | Lissa Labiche Seychelles                                              | 1,70 m            | Daunia Menni Maroc                                                         | 1,65 m PB         |
| Saut à la perche | Mahfoundhi Dorra Tunisie                                                                    | 3,40 m            | Jeanne Van Dyk Afrique du SudMariska Smit Afrique du Sud              | 3,35 m PB         | -                                                                          | -                 |
| Saut en longueur | Samantha Pretorius Afrique du Sud                                                           | 5,90 m            | Kyla Gilbert Afrique du Sud                                           | 5,65 m            | Sangone Kandji Sénégal                                                     | 5,59 m PB         |
| Triple saut | Valentina Da Rocha Afrique du Sud                                                           | 12,46 m           | Lerato Sechele Lesotho                                                | 12,07 m PB        | Danelle Erwee Afrique du Sud                                               | 12,05 m PB        |
| Lancer du poids | Nkechi Chime Nigeria                                                                        | 13,89 m           | Charlene Engelbrecht Namibie                                          | 13,73 m NJR PB    | Ibrahim Fadya Saad Égypte                                                  | 13,26 m PB        |
| Lancer du disque | Ischke Senekal Afrique du Sud                                                               | 49,90 m PB        | Charlene Engelbrecht Namibie                                          | 46,10 m PB        | Simone Meyer Afrique du Sud                                                | 45,41 m           |
| Lancer du marteau | Rana Ahmad Taha Égypte                                                                      | 59,94 m           | Nehal Kamal Fahmy Égypte                                              | 57,49 m PB        | Nabiha Gueddah Tunisie                                                     | 52,19 m NJR       |
| Lancer du javelot | Liezel de Swardt Afrique du Sud                                                             | 48,28 m PB        | Hanane Daoudi Maroc                                                   | 43,94 m PB        | Leandri Swiegers Afrique du Sud                                            | 43,26 m PB        |
| Heptathlon | Haris Radwa Faty Égypte                                                                     | 4839 pts NJR      | Francis Kemi Nigeria                                                  | 4836 pts PB       | Lissa Labiche Seychelles                                                   | 4663 pts PB       |
| Records et Performances - AR : Record continental (area record) - CR : Record des championnats (championship record) - MR : Record du meeting (meet record) - NR : Record national (national record) - OR : Record olympique (olympic record) - PR : Record paralympique (paralympic record) - PB : Record personnel (personal best) - SB : Meilleure performance personnelle de la saison (season's best) - WL : Meilleure performance mondiale de l'année (world leader) - WJR : Record du monde junior (world junior record) - WR : Record du monde (world record) Circonstances et Conditions - DNF : N'a pas terminé (did not finish) - DNS : N'a pas pris le départ (did not start) - DQ : Disqualification (disqualification) - NM : Aucun essai valable enregistré (No Mark) - Q : Qualifié « directement » au prochain tour (ou à la prochaine compétition), lors d'une compétition majeure, grâce au classement ou à la réalisation des minima (automatic qualifier) - q : Qualifié au prochain tour (ou à la prochaine compétition), lors d'une compétition majeure, grâce au repêchage ou à la réalisation de l'une des meilleures performances parmi celles des « non qualifiés directement » (grâce au meilleur temps ou à la meilleure distance par exemple) (secondary qualifier) |                                                                                             |                   |                                                                       |                   |                                                                            |                   |

## Tableau des médailles
| Rang  | Nation | Or | Argent | Bronze | Total |
| ----- | ------ | -- | ------ | ------ | ----- |
| 1     | RSA    | 13 | 13     | 8      | 34    |
| 2     | ETH    | 6  | 4      | 7      | 17    |
| 3     | EGY    | 6  | 2      | 3      | 11    |
| 4     | KEN    | 4  | 11     | 3      | 18    |
| 5     | NGR    | 3  | 4      | 4      | 11    |
| 6     | MAR    | 3  | 1      | 1      | 5     |
| 7     | ALG    | 3  | 1      | 0      | 4     |
| 8     | SUD    | 2  | 1      | 0      | 3     |
| 9     | UGA    | 2  | 0      | 3      | 5     |
| 10    | TUN    | 1  | 0      | 4      | 5     |
| 11    | SEN    | 1  | 0      | 1      | 2     |
| 12    | ZIM    | 0  | 3      | 0      | 3     |
| 13    | NAM    | 0  | 2      | 0      | 2     |
| 14    | BOT    | 0  | 1      | 7      | 8     |
| 15    | SEY    | 0  | 1      | 1      | 2     |
| 16    | LES    | 0  | 1      | 0      | 1     |
| 17    | MRI    | 0  | 0      | 1      | 1     |
| Total | Total  | 44 | 45     | 43     | 132   |